# 板戸頭
板戸頭（いたどかしら）は、秋田県鹿角市にある山である。

## 概要
標高860m。板戸沢（米代川水系、板戸沢が米代川へ合流する付近に湯瀬温泉がある）の上流にある。
昔、断崖絶壁となっており通行条件が厳しい湯瀬渓谷が通れないときは、板戸沢を上って板戸頭（付近）から八森付近を経て鹿角へ至る街道（間道）があった。

## 近くの山
- 八森
- 鳥谷沢頭